# Flight Deck (Canada's Wonderland)
Flight Deck (eerder Top Gun) is een omgekeerde achtbaan in het Canadese attractiepark Canada's Wonderland. De achtbaan werd geopend in 1995 en is tot op heden operationeel.